# Sklerotesta

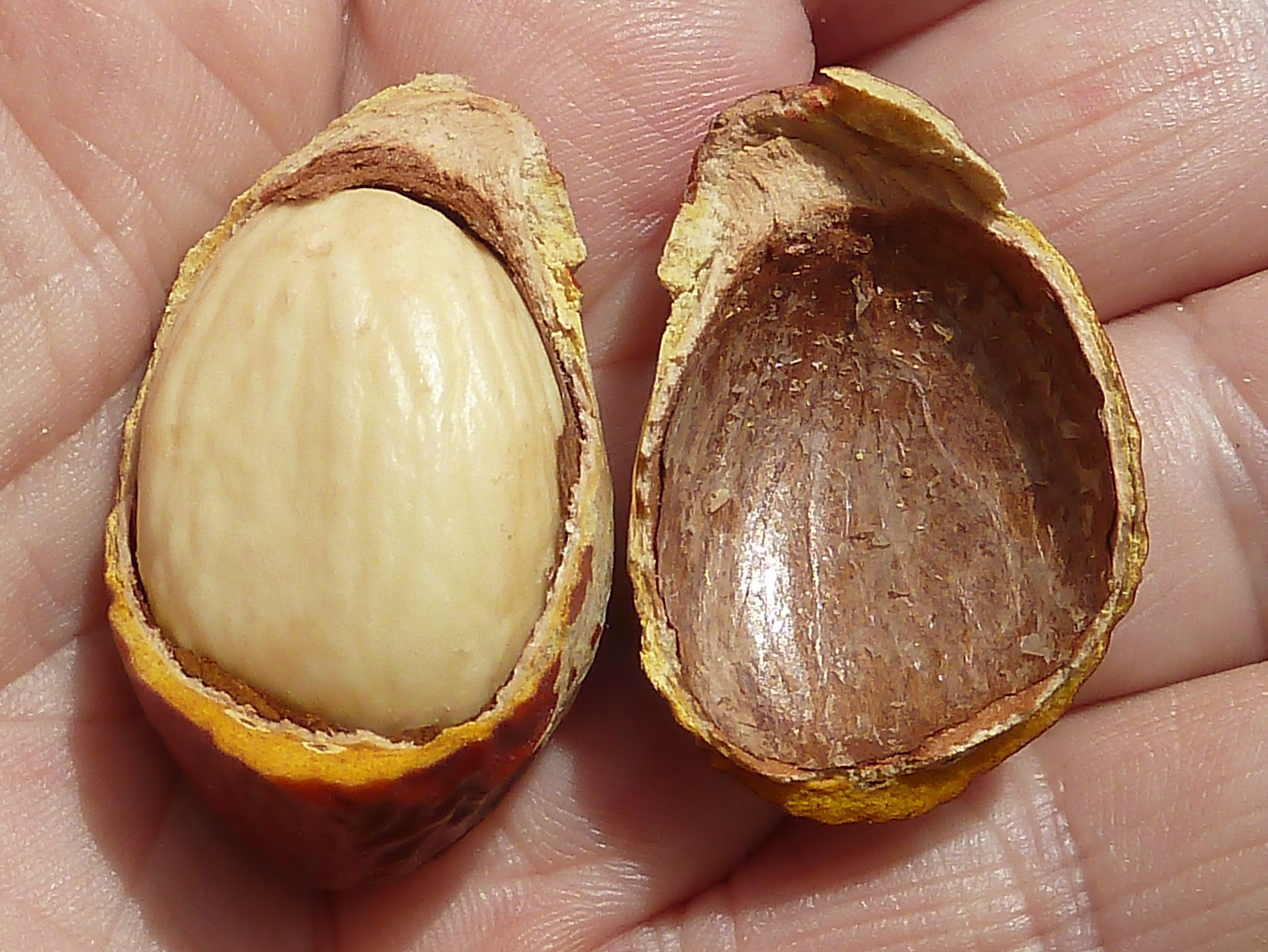
semeno cykasu japonského

Sklerotesta je nejvnitřnější obal semene cykasů a některých dalších nahosemenných rostlin ležící obvykle pod měkkou vrstvou zvanou sarkotesta.